# Time Slip (album của Super Junior)
Time Slip (viết cách điệu là Time_Slip) là album phòng thu bằng tiếng Hàn thứ chín (tổng thể thứ mười) của nhóm nhạc nam Hàn Quốc Super Junior, được phát hành vào ngày 14 tháng 10 năm 2019, bởi SM Entertainment. Album có chín thành viên, đánh dấu sự trở lại của Kyuhyun sau khi anh ấy thực hiện nghĩa vụ quân sự bắt buộc. Album có giọng hát của chín thành viên Super Junior, đó là Leeteuk, Heechul, Yesung, Shindong, Eunhyuk, DongHae, Siwon, Ryeowook và Kyuhyun.
Vào ngày 7 tháng 1 năm 2020, album sẽ được phát hành lại dưới dạng album tái phát hành, Timeless vào ngày 28 tháng 1 năm 2020.

## Bối cảnh và phát hành
Super Junior là một nhóm nhạc nam Hàn Quốc có mười ba thành viên ở thời kỳ đỉnh cao. Khi phát hành album trước đó, One More Time, ban nhạc có mười một thành viên, với ba người trong số họ không hoạt động; Kyuhyun đang trong thời gian nhập ngũ, Kangin vì những scandal trước đây và Sungmin, người đã tự nguyện không tham gia các hoạt động nhóm.
Vào tháng 5 năm 2019, Kyuhyun đã hoàn thành việc nhập ngũ bắt buộc, do đó kết thúc thời gian nhập ngũ của các thành viên trong nhóm kể từ năm 2010, khi thành viên đầu tiên, Kangin, nhập ngũ. Vào tháng 7 năm 2019, Super Junior đã trở thành một nhóm nhạc mười thành viên khi Kangin tuyên bố rời khỏi nhóm sau ba năm gián đoạn. Khi Sungmin tiếp tục không tham gia hoạt động nhóm, Time Slip đã có chín thành viên còn lại của Super Junior tham gia. Tuy nhiên, vào ngày 30 tháng 8, Label SJ, nhãn hiệu âm nhạc của Super Junior tuyên bố rằng Heechul sẽ không tham gia ban nhạc trong các chương trình quảng bá chương trình âm nhạc và tour diễn hỗ trợ của album, Super Show 8 do vấn đề sức khỏe nhưng anh ấy sẽ tham gia vào các chương trình quảng bá khác.
Kể từ khi phát hành One More Time, một số thành viên ban nhạc đã phát hành album của riêng họ; Ryeowook đã phát hành một mini album pop ballad, Drunk on Love vào tháng 1, Donghae và Eunhyuk thông qua nhóm nhỏ Super Junior-D&E đã phát hành mini album Danger vòa tháng Tư, Kyuhyun phát hành single album, The Day We Meet Again vào tháng 5, và Yesung đã phát hành một mini album, Pink Magic vào tháng 6 năm 2019. Super Junior bắt đầu gợi ý về ngày trở lại của họ bằng cách kết hợp số 999 trong ca khúc chủ đề Danger của Super Junior-D&E và Pink Magic của Yesung. Vào ngày 3 tháng 9, Super Junior đã đăng tải hình ảnh khái niệm khó hiểu với nội dung "SUPER JUNIOR COMEBACK 999: 00: 00" trên các tài khoản truyền thông xã hội và trang web của họ, đếm ngược đến ngày 14 tháng 10 năm 2019 và thông báo đây là ngày comeback cho album thứ chín của họ. Chín hình ảnh teaser trên mạng đã được phát hành, một cho mỗi thành viên ban nhạc, người tạo dáng với các đạo cụ khác nhau trong khi giấu mặt khỏi máy ảnh.
Đĩa đơn đầu tiên và video âm nhạc của nó, "Show", được phát hành vào ngày 10 tháng 9 năm 2019. Đĩa đơn là bản làm lại của bài hát của Kim Won-Jun với cùng tên được phát hành vào năm 1996. Video âm nhạc có các đoạn clip từ trước đó của các tour diễn, Super Show 7 và lần thứ hai, Super Show 7S. Vào ngày 17 tháng 9, video âm nhạc "Somebody New" đã được phát hành. Bài hát được mô tả là một "bài hát có nhịp độ trung bình truyền tải thông điệp đầy hy vọng đến những người đang gặp khó khăn". Video âm nhạc có các clip về cuộc sống hàng ngày của các thành viên ban nhạc và cảnh trong phòng tập nơi họ thực hành vũ đạo cho album mới. Hậu trường của video âm nhạc được phát qua tập 54 của SJ Returns mùa 3, được phát sóng vào ngày 20 tháng 10 năm 2019.
Vào ngày 27 tháng 9 năm 2019, video lời cho ca khúc "The Crown" đã được phát hành. Bài hát đã mô tả lịch sử 15 năm của ban nhạc và có âm bass và synth nặng. Danh sách ca khúc cho Time Slip
được phát hành vào ngày 30 tháng 9, tiết lộ rằng album sẽ chứa mười bài hát hoàn toàn, với "Super Clap" là đĩa đơn chính. Nó cũng được tiết lộ rằng album sẽ được phát hành trong mười phiên bản; chín phiên bản cho mỗi thành viên ban nhạc và một phiên bản nhóm. Vào ngày 4 tháng 10, họ đã phát hành video âm nhạc thứ tư của album, "I Think I", được đồng sáng tác bởi thành viên ban nhạc, Eunhyuk. Bài hát là sự hợp nhất giữa linh hồn Latin và thể loại nhạc R&B, một cái gật đầu cho album trước của họ, đó là một EP pop Latin; One More Time.
Album được phát hành vào ngày 14 tháng 10 năm 2019. Tuy nhiên, do sự ra đi đột ngột của đồng nghiệp cùng công ty, Sulli, cùng ngày, việc phát hành video âm nhạc "Super Clap" đã bị trì hoãn. Sau đó nó đã được phát hành vào ngày 18 tháng 10.
Vào ngày 25 tháng 10, Label SJ đã công bố phát hành phiên bản đặc biệt của album, Timeline. Phiên bản đặc biệt được phát hành vào ngày 6 tháng 11 để kỷ niệm 14 năm ra mắt của họ.

## Quảng bá

### Xuất hiện trên truyền hình và biểu diễn trực tiếp
Vào ngày 26 tháng 8, Super Junior đã thông báo đổi mới chương trình thực tế SJ Returns cho mùa thứ ba, với tập đầu tiên được phát vào ngày 9 tháng 9 năm 2019 trên Naver TV và V Live, trước khi phát hành album. Chương trình xoay quanh các quy trình thực hiện album, bao gồm lựa chọn các bản nhạc, các buổi ghi âm trong phòng thu, thực hành vũ đạo, và bìa album và quay video âm nhạc.
Nhóm đã có màn trình diễn comeback trong chương trình âm nhạc Hàn Quốc, Music Bank, với các bài hát "I Think I" và "Super Clap", vào ngày 18 tháng 10. Họ cũng xuất hiện trên Inkigayo và Show! Music Core.
Vào ngày 24 tháng 9, thông báo rằng Super Junior sẽ xuất hiện dưới dạng một nhóm đầy đủ cho chương trình tạp kỹ, Idol Room. Vào ngày 4 tháng 10, đã có thông báo rằng Super Junior sẽ xuất hiện dưới dạng một nhóm đầy đủ trong tập thứ 200 của Knowing Bros, được phát sóng vào ngày 12 tháng 10 năm 2019.

### Super Show 8
Vào ngày 12 và 13 tháng 10, nhóm bắt tay vào album hỗ trợ tour diễn, Super Show 8 tại KSPO Dome ở Seoul.

## Album tái phát hành
Vào ngày 7 tháng 1, thông báo rằng Timeless, phiên bản tái phát hành của Time Slip sẽ được phát hành vào ngày 28 tháng 1 năm 2020 với đĩa đơn chính được sản xuất bởi Zico. Hai ngày sau, vào ngày 9 tháng 1 năm 2020, tiêu đề của đĩa đơn chính, "2YA2YAO!" (phát âm: [iːjaːiːjaːoː]), được tiết lộ trong một teaser được đăng trên kênh YouTube của SMTown. Đoạn video cho thấy các đoạn phim ngắn của Zico theo dõi các thành viên của Super Junior khi họ đang thu âm bài hát tại một phòng thu.
Bốn bài hát mới trong album bao gồm: "2YA2YAO!", "Ticky Tocky", "Shadow" và "Rock Your Body".

## Doanh thu
Album đã nhận được thành công thương mại, ghi nhận 350.000 đơn đặt hàng trước và đạt vị trí số một trên iTunes tại 32 quốc gia. Hanteo News đã báo cáo rằng họ đã ghi được doanh số bán ra trong tuần đầu tiên với hơn 270.000 bản, phá vỡ kỷ lục doanh số tuần đầu tiên của ban nhạc bằng 215 phần trăm, từ album Play. Album đã nhận được chứng nhận album bạch kim vào ngày 12 tháng 12 năm 2019.
Đĩa đơn đầu tay của album "Super Clap" cũng giành được vị trí đầu tiên trong các chương trình âm nhạc hàng tuần M Countdown và Music Bank.

### Đánh giá từ các nhà phê bình
| Đánh giá chuyên môn | Đánh giá chuyên môn |
| Nguồn đánh giá      | Nguồn đánh giá      |
| Nguồn               | Đánh giá            |
| ------------------- | ------------------- |
| Cultura             | [ 49 ]              |
| The Kraze           | 8.7/10              |

Time Slip nhận được đánh giá tích cực từ các nhà phê bình. Trong tạp chí The Kraze, nó đã nhận được tổng điểm 8,7/10. Phân tích điểm số cao hơn cho thấy đĩa đơn "Super Clap" nhận được 9/10, video âm nhạc của nó nhận được 8,5 / 10 và album nhận được 8,5/10 điểm. Tạp chí United Kpop đã bình luận về sự tương phản giữa Time Slip và Timeless, nói rằng cái trước đây "mang lại cảm giác đầy màu sắc và retro" trong khi ca khúc chủ đề sau này "nghiêm túc và dữ dội hơn". Tạp chí Indonesia, Cultura đã cho album 3 trên 5 sao, với lý do Super Junior thông qua album, đã cố gắng "giữ bản sắc của họ như một nhóm nhạc nam thế hệ đầu, những người cũng có thể tạo ra các bài hát với sự sắp xếp hiện đại".

## Danh sách bài hát
| Time Slip – Phiên bản Tiêu chuẩn/Timeline | Time Slip – Phiên bản Tiêu chuẩn/Timeline                | Time Slip – Phiên bản Tiêu chuẩn/Timeline                                   | Time Slip – Phiên bản Tiêu chuẩn/Timeline                   | Time Slip – Phiên bản Tiêu chuẩn/Timeline | Time Slip – Phiên bản Tiêu chuẩn/Timeline |
| STT                                       | Nhan đề                                                  | Phổ lời                                                                     | Phổ nhạc                                                    | Arrangement                               | Thời lượng                                |
| ----------------------------------------- | -------------------------------------------------------- | --------------------------------------------------------------------------- | ----------------------------------------------------------- | ----------------------------------------- | ----------------------------------------- |
| 1.                                        | "The Crown"                                              | Lee Yoo-jin, danke (lalala Studio)                                          | Jake K (ARTiffect), Nick Kaelar, Andy Love                  | Jake K (ARTiffect), Nick Kaelar           | 3:39                                      |
| 2.                                        | "Super Clap"                                             | lalala Studio                                                               | Sebastian Thott, Andress Oberg, Ninos Hanna                 | Sebastian Thott                           | 3:29                                      |
| 3.                                        | "I Think I"                                              | January 8, Jo Yoon-kyung, Eunhyuk                                           | Jo Yoon-kyung, Nermin Harambasic, Jakob Mihoubi, Rudi Daouk | Jo Yoon-kyung                             | 3:21                                      |
| 4.                                        | "Game"                                                   | ZNEE (153/Joombas), Jung Ku-ru & Kim Ji-soo (Jam Factory), Heechul, Eunhyuk | Davey Nate, ROVIN                                           | ROVIN                                     | 3:37                                      |
| 5.                                        | "Somebody New"                                           | Seo Ji-eum                                                                  | Hyuk Shin, MRey (153/Joombas)                               | Hyuk Shin, MRey (153/Joombas)             | 3:22                                      |
| 6.                                        | "Skydive"                                                | Lee Yoo-jin                                                                 | FRANTS, Drew Ryan Scott, Sean Michael Alexander             | FRANTS                                    | 3:56                                      |
| 7.                                        | "Heads Up"                                               | Jo Yoon-kyung                                                               | Alexander Karlsson, Alexej Viktorovitch, Sandra Lyng        | JeL                                       | 3:17                                      |
| 8.                                        | "Stay with Me"                                           | seizetheday, Le'mon                                                         | Trippy, Le'mon                                              | Trippy                                    | 3:11                                      |
| 9.                                        | "No Drama" (Leeteuk, Yesung, Eunhyuk, Ryeowook, Kyuhyun) | Leeteuk, Oneway                                                             | Leeteuk, Oneway                                             | Oneway, Jamie Llagan                      | 3:18                                      |
| 10.                                       | "Show"                                                   | Kim Dong-ryul                                                               | Kim Dong-ryul                                               | Lee Jae Myeong (ButterFly)                | 3:50                                      |
| Tổng thời lượng:                          | Tổng thời lượng:                                         | Tổng thời lượng:                                                            | Tổng thời lượng:                                            | Tổng thời lượng:                          | 35:00                                     |

| Timeless – Repackage | Timeless – Repackage                                     | Timeless – Repackage                                                        | Timeless – Repackage                                        | Timeless – Repackage            | Timeless – Repackage |
| STT                  | Nhan đề                                                  | Phổ lời                                                                     | Phổ nhạc                                                    | Arrangement                     | Thời lượng           |
| -------------------- | -------------------------------------------------------- | --------------------------------------------------------------------------- | ----------------------------------------------------------- | ------------------------------- | -------------------- |
| 1.                   | "2YA2YAO!"                                               | Zico                                                                        | Zico Dem Jointz Pop Time                                    | Zico Dem Jointz Pop Time        | 3:20                 |
| 2.                   | "The Crown"                                              | Lee Yoo-jin, danke (lalala Studio)                                          | Jake K (ARTiffect), Nick Kaelar, Andy Love                  | Jake K (ARTiffect), Nick Kaelar | 3:39                 |
| 3.                   | "Ticky Tocky" (악몽; Ag-mong)                            | Hwang Yoo-bin                                                               | Jihad Rahmouni DEEZ Gregory G. Curtis II                    | Jihad Rahmouni DEEZ             | 3:31                 |
| 4.                   | "Shadow" (赤霞; Chì xiá)                                 | Kim In-hyeong, Park Sung Hee (Jam Factory)                                  | Hyuk Shin, Joony, MRey (153/Joombas) Jeff Lewis EVRYWHR     | Joony, MRey (153/Joombas)       | 3:29                 |
| 5.                   | "Super Clap"                                             | Lalala Studio                                                               | Sebastian Thott, Andress Oberg, Ninos Hanna                 | Sebastian Thott                 | 3:29                 |
| 6.                   | "I Think I"                                              | January 8, Jo Yoon-kyung, Eunhyuk                                           | Jo Yoon-kyung, Nermin Harambasic, Jakob Mihoubi, Rudi Daouk | Jo Yoon-kyung                   | 3:21                 |
| 7.                   | "Game"                                                   | ZNEE (153/Joombas), Jung Ku-ru & Kim Ji-soo (Jam Factory), Heechul, Eunhyuk | Davey Nate, ROVIN                                           | ROVIN                           | 3:37                 |
| 8.                   | "Somebody New"                                           | Seo Ji-eum                                                                  | Hyuk Shin, MRey (153/Joombas)                               | Hyuk Shin, MRey (153/Joombas)   | 3:22                 |
| 9.                   | "Skydive"                                                | Lee Yoo-jin                                                                 | FRANTS, Drew Ryan Scott, Sean Michael Alexander             | FRANTS                          | 3:56                 |
| 10.                  | "Heads Up"                                               | Jo Yoon-kyung                                                               | Alexander Karlsson, Alexej Viktorovitch, Sandra Lyng        | JeL                             | 3:17                 |
| 11.                  | "Stay with Me"                                           | seizetheday, Le'mon                                                         | Trippy, Le'mon                                              | Trippy                          | 3:11                 |
| 12.                  | "Rock Your Body" (Yesung, Eunhyuk, Donghae, Ryeowook)    | Donghae J-Dub                                                               | Donghae J-Dub                                               | J-Dub                           | 3:56                 |
| 13.                  | "No Drama" (Leeteuk, Yesung, Eunhyuk, Ryeowook, Kyuhyun) | Leeteuk, Oneway                                                             | Leeteuk, Oneway                                             | Oneway, Jamie Llagan            | 3:18                 |
| 14.                  | "Show"                                                   | Kim Dong-ryul                                                               | Kim Dong-ryul                                               | Lee Jae Myeong (ButterFly)      | 3:50                 |
| Tổng thời lượng:     | Tổng thời lượng:                                         | Tổng thời lượng:                                                            | Tổng thời lượng:                                            | Tổng thời lượng:                | 49:16                |

## Bảng xếp hạng

### Album
| Bảng xếp hạng (2019)                       | Peak position |
| ------------------------------------------ | ------------- |
| Hong Kong Top Korean Albums (KKBox)        | 1             |
| Album Nhật Bản (Oricon)                    | 7             |
| Malaysian Top Korean Albums (KKBox)        | 1             |
| Singaporean Top Korean Albums (KKBox])     | 1             |
| South Korean Albums (Gaon)                 | 1             |
| Taiwanese Top Korean Albums (KKBox)        | 1             |
| US World Albums (Billboard)                | 9             |
| Bảng xếp hạng (2020)                       | Peak position |
| Japanese Download Albums (Billboard Japan) | 5             |

| Bảng xếp hạng (2019)       | Vị trí |
| -------------------------- | ------ |
| South Korean Albums (Gaon) | 9      |

| Bảng xếp hạng (2019)                    | Vị trí |
| --------------------------------------- | ------ |
| Hong Kong Top Korean Singles (KKBox)    | 2      |
| Malaysian Top Korean Singles (KKBox)    | 1      |
| Singaporean Top Korean Singles (KKBox)  | 1      |
| South Korean Digital Chart (Gaon)       | 83     |
| South Korean Download Chart (Gaon)      | 2      |
| Taiwanese Top Korean Singles (KKBox)    | 1      |
| US World Digital Song Sales (Billboard) | 20     |

| Bảng xếp hạng (2019)                    | Vị trí |
| --------------------------------------- | ------ |
| Hong Kong Top Korean Singles (KKBox)    | 2      |
| Malaysian Top Korean Singles (KKBox)    | 1      |
| Singaporean Top Korean Singles (KKBox)  | 1      |
| South Korean Digital Chart (Gaon)       | 83     |
| South Korean Download Chart (Gaon)      | 2      |
| Taiwanese Top Korean Singles (KKBox)    | 1      |
| US World Digital Song Sales (Billboard) | 20     |

| Bảng xếp hạng (2019)                   | Vị trí |
| -------------------------------------- | ------ |
| Hong Kong Top Korean Singles (KKBox)   | 6      |
| Malaysian Top Korean Singles (KKBox)   | 4      |
| Singaporean Top Korean Singles (KKBox) | 8      |
| Taiwanese Top Korean Singles (KKBox)   | 3      |

| Bảng xếp hạng (2019)                   | Vị trí |
| -------------------------------------- | ------ |
| Hong Kong Top Korean Singles (KKBox)   | 11     |
| Malaysian Top Korean Singles (KKBox)   | 6      |
| Singaporean Top Korean Singles (KKBox) | 7      |
| Taiwanese Top Korean Singles (KKBox)   | 4      |

| Bảng xếp hạng (2019)                   | Vị trí |
| -------------------------------------- | ------ |
| Hong Kong Top Korean Singles (KKBox)   | 11     |
| Malaysian Top Korean Singles (KKBox)   | 6      |
| Singaporean Top Korean Singles (KKBox) | 7      |
| Taiwanese Top Korean Singles (KKBox)   | 4      |

| Bảng xếp hạng (2019)                   | Vị trí |
| -------------------------------------- | ------ |
| Hong Kong Top Korean Singles (KKBox)   | 21     |
| Malaysian Top Korean Singles (KKBox)   | 12     |
| Singaporean Top Korean Singles (KKBox) | 17     |
| Taiwanese Top Korean Singles (KKBox)   | 10     |

## Giải thưởng
| Năm  | Giải thưởng             | Hạng mục      | Kết quả   | Tham khảo     |
| ---- | ----------------------- | ------------- | --------- | ------------- |
| 2020 | 34th Golden Disc Awards | Album Bonsang | Đoạt giải | [ 69 ]        |
| 2020 | 34th Golden Disc Awards | Album Daesang | Đề cử     | [ 69 ]        |
| 2020 | 29th Seoul Music Awards | Bonsang Award | Đoạt giải | [ 70 ] [ 71 ] |
| 2020 | 29th Seoul Music Awards | Daesang Award | Đề cử     | [ 70 ] [ 71 ] |

### Giải thưởng chương trình âm nhạc
| Bài hát      | Chương trình       | Ngày nhận giải       | Tham khảo |
| ------------ | ------------------ | -------------------- | --------- |
| "Super Clap" | M Countdown (Mnet) | 24 tháng 10 năm 2019 | [ 72 ]    |
| "Super Clap" | Music Bank (KBS)   | 25 tháng 10 năm 2019 | [ 73 ]    |

## Lịch sử phát hành
| Quốc gia           | Ngày phát hành                                                                           | Định dạng                     | Nhãn đĩa                 |
| ------------------ | ---------------------------------------------------------------------------------------- | ----------------------------- | ------------------------ |
| Hàn Quốc           | - 14 tháng 10 năm 2019 - 6 tháng 11 năm 2019 (Timeline) - 28 tháng 1 năm 2020 (Timeless) | CD digital download streaming | SM Entertainment Dreamus |
| Các nước khác nhau | - 14 tháng 10 năm 2019 - 6 tháng 11 năm 2019 (Timeline) - 28 tháng 1 năm 2020 (Timeless) | Digital download streaming    | SM Entertainment         |